# Avenida José Joaquín Pérez
La Avenida José Joaquín Pérez, más conocida como J. J. Pérez o simplemente Pérez, es una importante arteria vial del sector norponiente de la ciudad de Santiago de Chile. Recibe su nombre en honor al expresidente José Joaquín Pérez Mascayano, quien gobernó Chile entre 1861 y 1871.

## Historia
Aunque no se tiene claridad en la fecha exacta de creación del trazado de la calle, se podría inferir que esta se generó a raíz de los senderos originados por los indígenas y españoles que comenzaron a poblar la zona de Pudahuel, en los inicios del proceso de conquista. 
Según textos de Armando de Ramón, en tiempos posteriores al proceso de independencia el camino se hacía conocido como camino de la acequia de los Peréz, haciendo referencia a la familia del Presidente José Joaquín Pérez Mascayano, quien gobierno Chile entre los años 1861 y 1871, en su honor en la actualidad, podemos encontrar un busto conmemorativo, en el sector conocido como Punta de Diamante o Tropezón, lugar donde nace la Av. J. J. Pérez en el Oriente.
Entre 1903 y 1939 circuló por ella el Ferrocarril Yungay-Barrancas, estableciéndose estaciones en las intersecciones de las actuales calles Neptuno y Huelén.

## Recorrido
Con orientación Oriente a Poniente, la avenida J. J. Pérez inicia su trayecto, en la punta de diamante que se crea en la intersección de esta, con las calles Mapocho y Coronel Robles (nombre de la caletera de la Autopista Central en este tramo). El sector también es conocido como Tropezón, ya que se encuentra en el centro del Barrio homónimo.
Desde el punto anterior, la avenida continua un trazado sinuoso hacia el poniente, atravesando en su totalidad la comuna de Quinta Normal y Cerro Navia, en este trayecto se interseca con diferentes e importantes avenidas de las comunas mencionadas, tales como Sergio Valdovinos (parte del Anillo Interior de Santiago), Neptuno, Las Torres, Avenida Teniente Cruz, San Daniel, Avenida La Estrella. Serrano, hasta empalmar con la Caletera de Américo Vespucio Norte, a través de la calle Rio Palena en la Comuna de Pudahuel.

## Transporte

### Red Metropolitana de Movilidad
Es una vía troncal importante para Red Metropolitana de Movilidad, adjudicada actualmente vía licitación a Metbus S.A., Operador de la Unidad de negocio 5 en Pudahuel, Cerro Navia y Quinta Normal por donde circulan los recorridos:
414e (Metro Pudahuel - Los Trapenses)
415e (Metro Pudahuel - Metro Manquehue)
418 (Enea - Av. Tobalaba)
422 (Población Teniente Merino - La Reina)
502 (Cerro Navia - Cantagallo)  
502c (Cerro Navia - Santiago)  
503 (Av. La Estrella - Vital Apoquindo) 
504 (El Tranque - Hosp. Dipreca) 
507 (Enea - Av. Grecia) 
508 (Av. Mapocho - Av. Las Torres) 
517 (J.J. Pérez - Peñalolén) 
518 (J.J. Pérez - Bilbao)
B28 (Huamachuco - Metro Quinta Normal)
J02 (Enea -  Metro ULA)
J03 (Costanera Sur -  Metro República)
J04 (La Alianza - Metro Neptuno)
J07 (Noviciado - Metro Pudahuel)
J07e (Noviciado - Metro Pudahuel)

## Futuro
En un futuro será remodelada en marco de las obras urbanas del plan Red Metropolitana de Movilidad, convirtiéndola en una avenida de alto estándar y extendiéndola para conectar el Aeropuerto Internacional Arturo Merino Benítez con Santiago Centro para descongestionar la Alameda y Avenida San Pablo.